# Tully Marshall

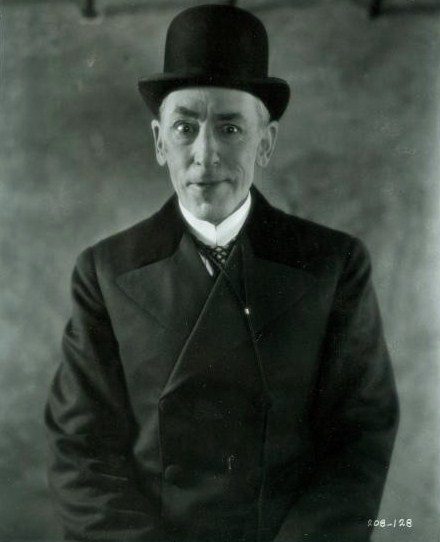
Tully Marshall (1925)

Tully Marshall (eigentlich William Phillips; * 10. April 1864 in Nevada City, Kalifornien; † 10. März 1943 in Encino, Kalifornien) war ein US-amerikanischer Schauspieler. In seiner 60-jährigen Karriere war der wandlungsfähige Charakterdarsteller sowohl beim Theater als auch beim Film erfolgreich.

## Leben und Karriere
Tully Marshall wollte zunächst eine Karriere in der Judikative einschlagen. Während seines Studiums an der Santa Clarita University nahm er an einer Schauspielklasse teil und änderte seinen Berufswunsch. Er begann seine Schauspielkarriere mit 19 Jahren in San Francisco. 1887 zog es Marshall nach New York, wo er als Wanderschauspieler und spätestens ab 1893 auch am Broadway auftrat. Insgesamt spielte er bis 1915 in 15 Broadway-Stücken. Danach zog es ihn zum Stummfilm nach Hollywood, wo er 1914 sein Filmdebüt gab.
Tully Marshalls erste bekanntere Rolle war der Hohepriester des Bel in der Babylon-Episode von David Wark Griffiths Monumentalepos Intoleranz, der gegen seinen König intrigiert und so mithilft, den König zu Fall zu bringen. Er zeigte eine große Wandlungsfähigkeit und verkörperte im Laufe seiner Filmkarriere die verschiedensten Figuren. So trat er unter anderem in Die Karawane von James Cruze auf. Im Stummfilmklassiker Der Glöckner von Notre Dame aus dem Jahre 1923 spielte er an der Seite von Lon Chaney senior den französischen König Ludwig XI. Eine seiner provokantesten Rollen hatte er in der Verfilmung der Operette Die lustige Witwe, wo sein alter und reicher Baron Sadoja einen Fußfetischismus hat. Der Sprung zum Tonfilm Ende der 1920er-Jahre gelang Marshall ohne Probleme, er blieb weiterhin ein vielbeschäftigter Nebendarsteller. In Der große Treck von Raoul Walsh gab er 1930 den besten Freund und Ratgeber des Helden, der von John Wayne in seiner ersten Kino-Hauptrolle gespielt wurde. 1932 hatte er einen kleineren Auftritt als Zeitungsredakteur in Scarface, im selben Jahr verkörperte er einen freundlichen Plantagenaufseher in Dschungel im Sturm und gehörte zum Ensemble von Menschen im Hotel. In seinen späten Filmen verkörperte Marshall häufig Großväter, Professoren oder Richter. Er arbeitete bis in sein Todesjahr als Filmschauspieler und kam so zu fast 200 Filmauftritten in einer 60-jährigen Schauspielkarriere.
Tully Marshall starb 1943 einen Monat vor seinem 79. Geburtstag an einem Herzinfarkt. Von 1899 bis zu seinem Tod war er mit der Bühnen- und Drehbuchautorin Marion Fairfax (1875–1970) verheiratet. Das Grab von ihm und Marion befindet sich auf dem Hollywood Forever Cemetery in Hollywood.

## Filmografie (Auswahl)
- 1914: Paid in Full
- 1916: Intoleranz (Intolerance)
- 1916: Oliver Twist
- 1916: Joan the Woman
- 1918: The Squaw Man
- 1922: Der Klub der Unterirdischen (Penrod)
- 1922: Nur ein Ladenmädchen (Only a Shop Girl)
- 1923: Die Karawane (The Covered Wagon)
- 1923: Der Glöckner von Notre Dame (The Hunchback of Notre Dame)
- 1924: Der Mann, der die Ohrfeigen bekam (He Who Gets Slapped)
- 1924: Hoot Gibson, der Rächer der Berge (The Ridin’ Kid from Powder River)
- 1924: Die mit Seelen Handel treiben (For Sale)
- 1925: Die lustige Witwe (The Merry Widow)
- 1926: Fluten der Leidenschaft (Torrent)
- 1927: Spuk im Schloß (The Cat and the Canary)
- 1928: Fanfaren der Liebe (Drums of Love)
- 1928: Die goldene Hölle (The Trail of ’98)
- 1929: Queen Kelly
- 1929: The Bridge of San Luis Rey
- 1929: Sie nannten ihn Thunderbolt (Thunderbolt)
- 1929: Rothaut (Redskin)
- 1930: Der große Treck (The Big Trail)
- 1930: Jenseits des Lebens (Redemption)
- 1930: Der Autowüstling (Burning Up)
- 1931: Der Mann, den sein Gewissen trieb (Broken Lullaby)
- 1932: Der Rächer des Tong (The Hatchet Man)
- 1932: Arsene Lupin, der König der Diebe (Arsene Lupin)
- 1932: Die Hütte im Baumwollfeld (The Cabin in the Cotton)
- 1932: Dschungel im Sturm (Red Dust)
- 1932: Klondike
- 1932: Narbengesicht (Scarface)
- 1932: Menschen im Hotel (Grand Hotel)
- 1932: Das Gesetz in der eigenen Hand (Two-Fisted Law)
- 1935: In blinder Wut (Black Fury)
- 1935: Flucht aus Paris (A Tale of Two Cities)
- 1935: Diamanten-Jim (Diamond Jim)
- 1937: Schiffbruch der Seelen (Souls at Sea)
- 1937: Mr. Dodd geht nach Hollywood (Stand-In)
- 1938: Der Lausbub aus Amerika (A Yank at Oxford)
- 1939: Zwölf Monate Bewährungsfrist (Invisible Stripes)
- 1940: Treck nach Utah (Brigham Young – Frontiersman)
- 1940: Der Tod des alten Zirkuslöwen (Chad Hanna)
- 1940: Go West
- 1941: Die merkwürdige Zähmung der Gangsterbraut Sugarpuss (Ball of Fire)
- 1942: Nacht im Hafen (Moontide)
- 1942: 10 Leutnants von West-Point (Ten Gentlemen from West Point)
- 1942: Die Narbenhand (This Gun for Hire)
- 1943: Behind Prison Walls
- 1943: Hitler’s Madman